# Загонетка
Загонетка (од глагола гонетати) је исказ, питање или фраза двосмисленог или нејасног значења, односно врста мисаоно-говорне игре, изражене у виду метафоричног - описног или непосредног, често збуњујућег питања, које захтева одговор. Питање је формулисано у готово утврђеном облику и има само један прави одговор прихваћен у традицији. По Караџићу, назива се још гонеталицом.

## Историја
Загонетка је интернационална и веома стара врста усмене књижевности. Она потиче из најстаријих времена, а доказ за то је њен начин изражавања у сликама, што је прафеномен сваког људског говора. Многе форме и теме загонетања се срећу још у античкој књижевности (код Хесиода, Хомера, Пиндара, Платона, Есхила).
Мисао о обредном карактеру загонетке се среће још у Старој Индији, а и у раном хришћанству. Код нас се, још у 19. веку, среће обичај да се загонета само у одређено доба године, као и употреба загонетки у свадбеном обреду. Кратка и ритмичка форма омогућили су да се загонетка издвоји из обреда и постане посебна врста - да пређе у приповедачки израз у коме се и данас јавља. Певачка мелодија загонетке променила је обредни карактер сватовских, ловачких и других ритуала, у смеру забаве и надметања у довитљивости.
Загонетка се појављује и у Библији - Самсонова загонетка.
Код нас, први бележи народне загонетке Вук Стефановић Караџић, 1821. у додатку Новина сербских, потом у друго издање Рјечника, а у рукопису оставља још око пет стотина. Неколико стотина још објављује Стојан Новаковић 1877, а потом и Вук Врчевић у збирци „Народне хумористичне гаталице и варалице“ из 1885.

## Карактеристике
Загонетка је најближа пословици, по својој краткој форми у прози или стиху. Пословица садржи народне мудрости и столећима утврђене истине о свету и људима, док загонетка садржи више поетске разноврсности и скривени смисао у значењима песничких средстава и подразумева мелодију, риму, недореченост.  
Загонетка има барем два смисла, од којих је један у првом плану описа, а други, сакривен, са пренесеним значењем, изван текста и представља решење загонетке.

### Главна средства загонетке
Главна средства народне загонетке су: песничка слика, метафора, паралелизам, епитет, алузија, алегорија, алитерација, синоними, хомоними, ребуси, итд.

### Предмети загонетки
Предмети загонетки су веома широк и разноврстан скуп ствари, појмова, живота, бића, и других појмова света који окружују човека.

#### Природне појаве
У усменим народним загонеткама природне појаве око човека објашњаване су на разне начине, а у загонеткама су најчешће биле присутне: снег, сунце, облак, магла...који су описивани у страху, дивљењу или лепотом:

Прођох гору, не уквасих се; прођох ватру, не изгорех се. (Ветар)

Ја изађох на сребрно гувно и ударих у златне свирале; свак ме чу, а нико не виде. (Ветар)

Пуно поље бисера, нити га тко посија, ни побра. (Роса)

#### Годишња доба, временски интервали
Два брата и двије сеје коло воде:

један брат нас цвијећем посипље, други брат нас житом обасипље;

прва сеја вино точи,

друга сеја воду лијева. (Пролеће, лето, јесен и зима)

Ја сам дрво од дванаест грана; на свакој грани по четири гнијезда; у сваком гнијезду по седам птичића; а свака имаде своје име. (Година, месеци, недеље, дани)

#### Небеска тела
Сунце, као извор живота, топлоте и светлости, обожавано је још у прастарим временима, и као такво заузимало важно место и у загонеткама. Повезује се са Месецом и звездама.

Оца нема, мајке нема, а свако јутро се рађа. (Сунце)

Сивац море прескочи, ни копита не скваси. (Месец)

#### Човек, делови човечјег тела, занимања, размишљања
Жива земља мртвом господари. (Човек)

Ти носиш мене, ја носим тебе. (Човек и обућа)

#### Предмети
Предмети из свакодневног окружења представљају најчешће теме загонетки. Према предметима и стварима може се понекад одредити и старост загонетке и њено порекло, тако да се наилази на загонетке о стварима које више нису у употреби, чак и о предметима за које се не зна чему су служили.

О клину виси, о злу мисли. (Пушка)

Танко као жица, витко као змија, пуца као пушка, гризе као пас. (Бич)

#### Животиње
Преде, а никад јој се конца не види. (Мачка)

По води плови, по суху ходи, а из куће се никад не извлачи. (Корњача)

### Типови загонетки
Најважнији типови наших усмених загонетки су: језичке, ономатопејске, дијалошке, слике-загонетке, лирске, контрастне, загонетке по принципу елиминисања, двосмислено-еротске загонетке и загонетке о пореклу ствари.

#### Језичке загонетке
То су загонетке у којима се предмет описује елементима језика, лепотом усмене речи и необичним речима.

Закукуљено, замумуљено, задевећено, задесећено, не мога га нико откукуљити, одмумуљити, оддеветати, оддесетати, него онај који га је закукуљио, замумуљио, задеветио и задесетио. (Брава)

Једно име и у гори и у води. (Клен - риба и дрво)

#### Ономатопејске загонетке
Ове загонетке користе гласове и звукове из природе као средство за прикривање али и као средство за сугестију одгонетке.

Нешуш прође кроз гору, а не шушну. (Магла)

Преко шума шум-шум, преко поља кас-кас, па у воду тумбас. (Жаба)

#### Дијалошке загонетке
Дијалошке загонетке користе дијалог као форму.

О делијо, делијо, куд си сву ноћ ходио? - Све сам хитро летио, по свијета тјешио. (Сунце)

Отуд лети тиринчица, срете је опенчица: "Куда летиш, тиринчице?" "Куда летим, да летим, ником ништа не чиним". (Варнице)

#### Слика загонетка
Сликом и бојама се описује предмет загонетке.

Бела се роди, зелена одрасте, црвена умре. (Трешња)

Бела квочка дању пилиће растура, црна квочка ноћу пилиће скупља. (Дан и ноћ)

#### Лирске загонетке
Лирске загонетке садрже осећања, у форми су лирске народне песме.

Бисер се моми низ лице рони. Да ми је казат шта мому боли. (Сузе)

Сама себи своје срце јела. (Свећа)

#### Контрастне загонетке
Контраст у описима служи и као песничка фигура, и као песничка структура загонетке.

У ватри мокро, у води сухо. (Восак)

Ногом у блату, а главом у злату. (Клас жита)

#### Загонетке по принципу елиминисања
Бело је, снег није, слатко је, мед није. (Шећер)

Рогато је - коза није, траву пасе - овца није, товар носи - коњ није. (Пуж)